# Sainte-Luce-sur-Loire
Sainte-Luce-sur-Loire (bretonisch: Santez-Lusenn) ist eine französische Stadt mit 16.227 Einwohnern (Stand: 1. Januar 2022) im Département Loire-Atlantique in der Region Pays de la Loire. Sainte-Luce-sur-Loire gehört zum Arrondissement Nantes und ist Teil des Kantons Carquefou.

## Geographie
Sainte-Luce-sur-Loire liegt am nördlichen (dem rechten) Ufer der Loire, etwa sechs Kilometer vom Stadtzentrum Nantes’ entfernt.

### Nachbargemeinden
Umgeben ist Sainte-Luce-sur-Loire von den Nachbargemeinden Carquefou im Norden, Thouaré-sur-Loire im Osten, Saint-Julien-de-Concelles im Südosten und Basse-Goulaine im Süden. Im Westen liegt Nantes.

## Geschichte
Um 800 wurde der Ort als Chassiacum erwähnt. Anfang des 12. Jahrhunderts wurde die Heilige Lucia als Patronin der Pfarrkirche bestimmt. Dadurch wandelte sich der Name des Ortes. Ab dem 15. Jahrhundert hatte sich der Name Sainte Luce durchgesetzt
Sainte-Luce-sur-Loire war lange Zeit Residenz der Bischöfe von Nantes. Bis in das 20. Jahrhundert hinein war die Gemeinde landwirtschaftlich geprägt, bis die Verstädterung um Nantes auch hier Platz griff.

### Bevölkerungsentwicklung
| Jahr                       | 1962 | 1968 | 1975 | 1982 | 1990 | 1999   | 2006   | 2017   |
| Einwohner                  | 2929 | 3420 | 5939 | 8399 | 9648 | 11.263 | 11.776 | 15.360 |
| Quellen: Cassini und INSEE |      |      |      |      |      |        |        |        |

## Städtepartnerschaft
Sainte-Luce-sur-Loire unterhält eine Partnerschaft mit Herzogenaurach in Bayern, Deutschland.

## Verkehr
Durch die Gemeinde führt die Autoroute A11, die sich hier mit der Autoroute A811 und der Autoroute A821 kreuzt.

## Sehenswürdigkeiten

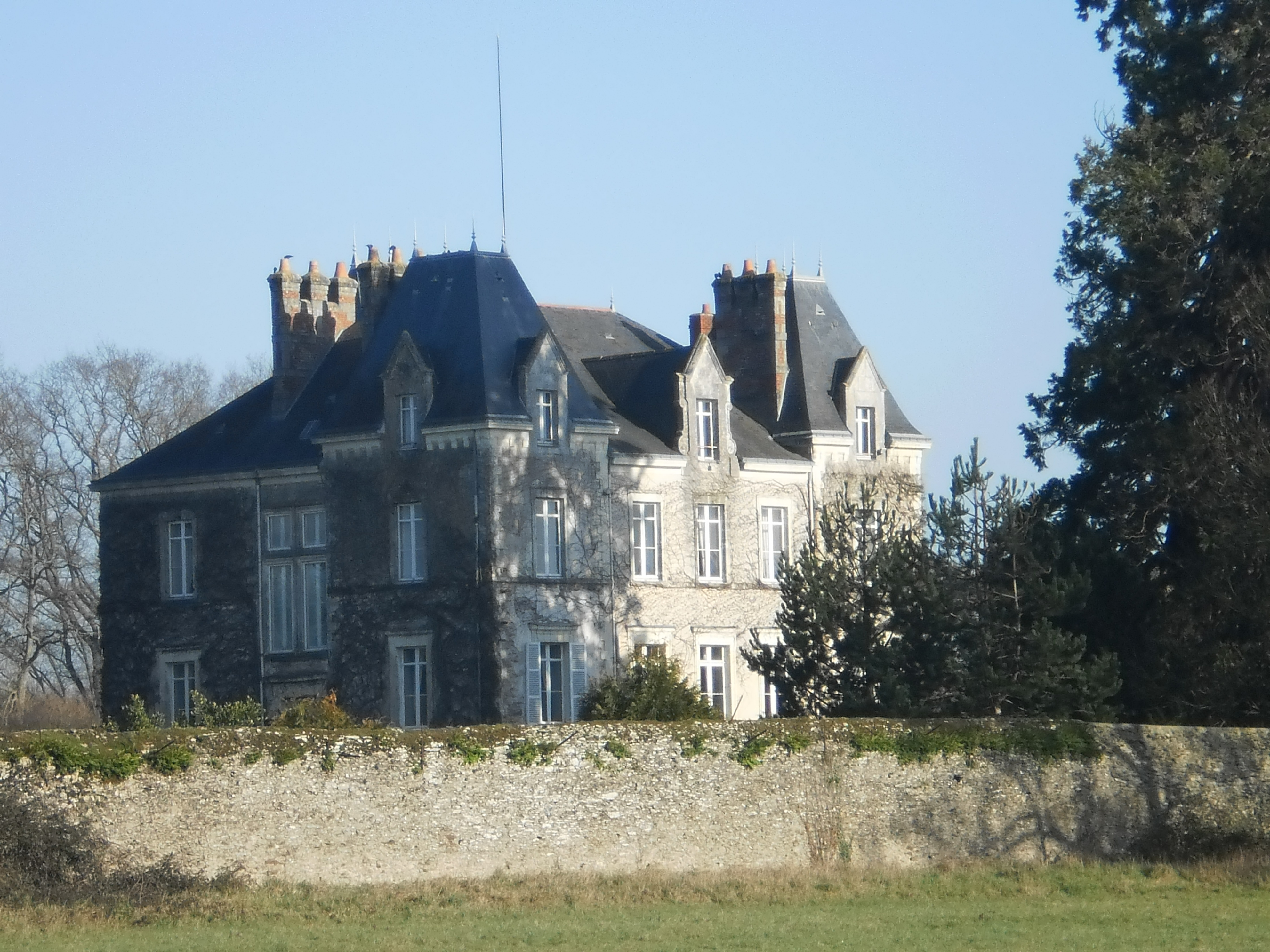
Manoir du Grand Plessis

- Château de Chassay, vermutlich um 550 erbaut
- Château de La Haie
- Château du Perrier, im gotischen Stil Ende des 15. Jahrhunderts errichtet
- Manoir du Grand Plessis, vermutlich 1471 errichtet
- Maison Auvigne (errichtet um 1450)
- Maison Bellevue
- Kirche Sainte-Luce, neoromanischer Bau aus dem Jahre 1878 (Glockenturm 1897 fertiggestellt)

## Persönlichkeiten
- Joseph-Marie-Henri Rabine (1922–1988), Erzbischof von Albi